# 芒特弗農 (德克薩斯州)
芒特弗農（英語：Mount Vernon）是一個位於美國德克薩斯州
富蘭克林縣的城市。根據2010年美國人口普查，該地共人口2662人，而該地的面積約為9.55平方千米。同時該地也是
富蘭克林縣的縣治。

## 地理
芒特弗農的座標為33°10′55″N 95°13′27″W / 33.18194°N 95.22417°W，而該地的平均海拔高度為150米（即492英尺）。